# Ann Nanba
An Nanba (南波 杏, Nanba An) encore orthographiée Ann Nanba, née le 7 mars 1984 à Tokyo, au Japon. est une actrice japonaise en films pornographiques. Plusieurs fois récompensée, elle a eu une carrière longue et prolifique. Au début de l'année 2009, les sites Internet de DMM (en) et d'Amazone répertorient tous deux une liste de plus de 250 DVD,. Elle s'est retiré de l'industrie du film pornographique en 2008. Ses distractions préférées: le snowboard, naviguer sur Internet, pratiquer des massages.

## Biographie et carrière

### Début de carrière:Moodyz
Elle dit avoir toujours paru plus âgée qu'elle ne l'était réellement. Elle aurait rencontré, à plusieurs reprises, des recruteurs appartenant à l'industrie du film pornographique mais s'est décidée à devenir une actrice du genre par la nécessité de trouver de l'argent après avoir été dévalisée. Elle pense réaliser des prises de vue pour une revue et a été très marquée psychologiquement lorsqu'elle prend conscience qu'elle interprète une vidéo pornographique. Le titre de sa première vidéo, Number.1!, parue au mois d'Octobre 2002, est jeu de mots sur son nom (en anglais, Number One est phonétiquement proche de Nanba An). Elle est alors âgée de 18 ans,. Bien qu'elle n'ait commencé cette carrière que pour gagner de l'argent et payer ses dettes, elle dit avoir poursuivi dans cette voie car elle a « réalisé que son travail lui tenait à cœur, ».
Nanba interprète cette première vidéo pour le compte de Moodyz et poursuivra sa collaboration avec ces studios pendant la totalité de sa carrière au rythme d'une ou, plus souvent, deux films par mois.
Elle est occasionnellement l'interprète de vidéos non pornographiques comme Naked / An Nanba, une vidéo composées d'images et filmée à Okinawa pour la société Shuffle. Cette vidéo est distribuée au mois de juillet 2003. Moodyz est réputé pour ses vidèos extrêmes et implique Nanba dans divers genres de réalisations pornographiques en vogue aux studios: bukkake (que l'actrice a interprétés sous la direction de Kazuhiko Matsumoto, promoteur du genre), sodomie, bondage sexuel, pornographie interraciale avec des acteurs noirs américains, urophilie et viol simulé. Ces vidéos laissent des traces psychologiques chez Nanba qui affirme qu'épuisée, elle a dû s'interrompre de tourner pendant un certain temps.

### Fin de carrière
À partir du mois d'Octobre 2005, après avoir interprété plus de 50 vidéos pour un seul et même studio, « un fait pratiquement inconnu » dans l'industrie de la vidéo réservée aux adultes, Nanba tourne pour la première fois pour d'autres employeurs dont Opera et Cross, deux sociétés nouvellement constituées mais aussi pour Attackers, un studio spécialisé dans la production de vidéos impliquant du sadomasochisme et des viols.
An Nanba Cums! Bako Bako Hot Spring Bus Tour, une de ses dernières vidéos parue en octobre 2007, est tournée dans le style documentaire cher à la pornographie japonaise. Nanba est suivie dans son travail de guide touristique dans un bus depuis le matin dix heures jusqu'au lendemain matin procurant à ses clients de menus services tels que fellations, tekoki et toilettages issus en droite ligne des soaplands. Une partie de twister entraîne tous les clients dans une folle nuit de relations sexuelles suivies d'un gang bang avec dix partenaires au petit matin.
An Nanba a été surnommée « la reine de la pornographie 'crue' » pour ses nombreuses vidéos extrêmes. Un des réalisateurs s'est même exclamé « elle réalise absolument tout » après que Nanba se soit vue décerner, en mars 2006, onze « prix de la vidéo pour adultes la plus stupide » par la revue Weekly Playboy,. Nanba revendique son dévouement à son métier en déclarant « je ferai de mon mieux pour offrir les meilleurs films à mes admirateurs, ».

### Départ de l'industrie de la vidéo pornographique
Le départ de Nanba est une affaire épique et compliquée surnommée le Projet-Ann par Moodyz. À la fin de l'année 2007, l'actrice a tourné une série de huit vidéos pour huit studios différents au cours d'une période s'étendant sur plusieurs semaines. Les studios impliqués étaient S1 no 1 Style, Ideal Pocket et Animaljo. Ann Nanba n'avait jamais travaillé pour eux auparavant. Les vidéos ont été mises sur le marché à partir du 1er février 2008. La dernière, My Eternal Girlfriend, An Nanba, filmée pour le compte de Moodyz et parue le 1er mars 2008, traite de sexe virtuel,.
Le projet de départ inclut également un livre commémoratif ainsi qu'un DVD qui sert, en outre, à présenter la nouvelle génération d'actrices de Moodyz.

## Prix et récompenses
Nanba est l'actrice la plus renommée tout au long de sa longue carrière chez Moodyz. Elle est également très populaire en Chine à la suite d'une publicité promotionnelle qu'elle a interprétée pour une marque de Vodka-citron.

### Prix personnels
- 2003 Meilleure Actrice aux Moodyz Awards[16],[17],[18];
- 2004 Meilleure Actrice aux Moodyz Awards[16],[17],[18];
- 2005 Meilleure Actrice aux Moodyz Awards[16],[17],[18];
- 2006 Prix d'Excellence de la Meilleure Actrice aux AV Actress Grand Prix[19].

### Films primés
- 2003 Prix d'excellence aux Moodyz Awards pour Digital Mosaic Vol. 11[16],[17],[18]
- 2003 Prix des Meilleures Ventes aux Moodyz Awards pour Dream School 7[16],[17],[18]
- 2004 Prix Spécial aux Moodyz Awards[16],[17],[18]

## Jeux vidéo
Baptisée « actrice de la vidéo pornographique la plus dans le vent au Japon », Nanba est une « passionnée » des jeux vidéo et possède plusieurs consoles - une PS2 de Sony, une PS3, une PSP, une Xbox 360 de Microsoft, une Nintendo Wii, et une DS. Elle a acheté la console Wii à New York. Ses jeux favoris sont Ninety-Nine Nights, Final Fantasy 12, Dragon Quest IV et Wii Fit,. Nanba possède également son propre blog de jeux sur Beside Games, un site hébergeant des célébrités japonaises qui échangent des idées au sujet des jeux sur lesquels ils jouent.
L'intérêt de Nanba pour les jeux vidéo l'a conduite à passer de l'autre côté de la barrière avec l'édition, au mois de juillet 2006, d'un jeu intitulé An Nanba Cosplay Yakyuken commercialisé par Gebet. Ce jeu d'une durée de deux heures est édité sur UMD pour console PSP. Il met en scène Ann Nanba dans un jeu de yakuken, variante avec un striptease du vénérable pierre-feuille-ciseaux. Lorsque le joueur gagne une manche, Nanba retire un vêtement. Cette mouture, réécrite par Gebet au format UMD pour console PSP et Blu-Ray à l'intention des consoles PS3, paraît le 13 décembre 2006. Il regroupe, aux côtés de Nanba, Akiho Yoshizawa, Kaho Kasumi, Kaede Matsushima, Mihiro Taniguchi, Ran Asakawa, Rei Amami, Sora Aoi et Yua Aida, toutes actrices du cinéma pornographique japonais,.

## Filmographie

### 2002
| Titre du film,                | Producteur & Code      | Réalisateur       | Parution          | Notes             |
| ----------------------------- | ---------------------- | ----------------- | ----------------- | ----------------- |
| Number.1!                     | Moodyz New MDED-012    | Bunchou Yoshino   | 1er janvier 2002  | Debut             |
| Nostalgic School 愛しの美少女 | Moodyz Killer MDED-021 | Bunchou Yoshino   | 1er novembre 2002 | Écolières cosplay |
| Costume Play 7 CP 7           | Moodyz Killer MDED-029 | Kanemochi Saionji | 1er décembre 2002 |                   |

- Les codes sont donnés pour les vidéos gravées sur un DVD. Toutes les productions de Moodyz au cours de l'année 2002 ont également été diffusées au format VHS sous le même numéro excepté le « D » final.

### 2003
| Titre du film                                                                                | Producteur & Code             | Réalisateur        | Parution           | Notes                                                             |
| -------------------------------------------------------------------------------------------- | ----------------------------- | ------------------ | ------------------ | ----------------------------------------------------------------- |
| How Is Indecent An? 淫らな杏はいかがですか？                                                 | Moodyz Killer MDED-037        | Ryoichi Murakami   | 1er janvier 2003   |                                                                   |
| An Nanba Violated - AV Idol Rape Incident Account 犯された南波杏～AVアイドル・レイプ事件簿～ | Moodyz Killer MDED-044        | Kyouichi Utagawa   | 1er février 2003   |                                                                   |
| For the Best Onanie 最高のオナニーのために                                                   | Moodyz Killer MDED-052        | Bunchou Yoshino    | 1er mars 2003      |                                                                   |
| Dream Woman Vol.13 ドリームウーマンVOL.13                                                    | Moodyz Killer MDED-061        | Alala Kurosawa     | 1er avril 2003     | Bukkake                                                           |
| Digital Mosaic Vol.011 デジタルモザイクVol.011                                               | Moodyz Killer MDED-067        | Sabbath Horinaka   | 1er mai 2003       |                                                                   |
| A Project Of Sexual Reconstruction 南波杏性的改造計画                                        | Moodyz Killer MDED-077        | Mai Randa          | 1er juin 2003      | Bondage sexuel                                                    |
| First Anal 初めてのアナル                                                                    | Moodyz Killer MDED-087        | Rinya              | 1er juillet 2003   |                                                                   |
| Naked / An Nanba 裸体 南波 杏                                                                | Shuffle Believe SFBV002 (VHS) | Koji Matsuda       | 25 juillet 2003    | Pose nue pour une revue                                           |
| Lesbian Sperm Shower レズ解禁                                                                | Moodyz Killer MDED-098        | Kazuhiko Matsumoto | 1er août 2003      | Avec Nanami Kurasawa, Ami Nishimura, Mirai Hirooka & Rumi Hoshino |
| Dream School 7 ドリーム学園7                                                                 | Moodyz Killer MDED-099        | Takei Shimizu      | 1er août 2003      | Avec Kay, Izumi Seika, Ruri Anno, Hikaru Kawai & Saya Hyozaki     |
| Super Idol Exposure Vol. 1 愛奴る露出 Vol.１                                                 | Moodyz Killer MDED-110        | Rakuda             | 1er septembre 2003 | Nudité en public                                                  |
| An Excessive Beauty Girl's Black Man & Sex 過激美少女の黒人とセックス                        | Moodyz Killer MDED-119        | Sumioshin          | 1er octobre 2003   | Interracial                                                       |
| Only One                                                                                     | Moodyz Killer MDED-120        | Shorinji Kindaichi | 1er octobre 2003   |                                                                   |
| Semen Champion Carnival ザーメンチャンピオンカーニバル                                       | Moodyz Killer MDED-134        | Kazuhiko Matsumoto | 1er novembre 2003  | Avec Kirari Koizumi, Rina Takase & Yuria                          |
| Bukkake Nakadashi Anal Fuck ぶっかけ中出しアナルＦＵＣＫ！                                   | Moodyz Killer MDED-145        | Katsuyuki Hasegawa | 1er décembre 2003  |                                                                   |
| My Only An Nanba 僕だけの南波杏                                                              | Moodyz Killer MDED-151        | Hiroa              | 15 décembre 2003   |                                                                   |

- Les codes sont donnés pour les vidéos gravées sur un DVD. Toutes les productions de Moodyz au cours de l'année 2003 ont également été diffusées au format VHS sous le même numéro excepté le « D » final.

### 2004
| Titre du film | Producteur & Code      | Réalisateur       | Parution           | Notes                                |
| --- | ---------------------- | ----------------- | ------------------ | ------------------------------------ |
| Adult Baby Farm 大人の保育園                                                                                      | Moodyz Killer MDED-165 | Kingdom           | 15 janvier 2004    |                                      |
| Kiss Illusion Theater 接吻妄想劇場                                                                                | Moodyz Killer MDED-179 | Shibato Taiyo     | 15 février 2004    |                                      |
| Sex On The Beach 5                                                                                                | Moodyz Killer MDED-189 | Hideto Aki        | 1er mars 2004      |                                      |
| Earth Final Paradise - Sex Service Island 地上最後の楽園 風俗島 男のエロティックアイランド                        | Moodyz Great MDGD-014  | KINGDOM           | 15 mars 2004       | Avec Mai Haruna & Yui Asahina        |
| Masochistic Suffering Mの受難                                                                                     | Moodyz Killer MDED-206 | Yuji Sakamoto     | 15 avril 2004      |                                      |
| American Hard Core 5 アメリカンハードコア5                                                                        | Moodyz Great MDGD-016  | Sumioshin         | 15 mai 2004        | Avec Moe Kimishima & Senna Kurosaki  |
| W Cast | Moodyz Killer MDED-228 | [Jo]Style         | 1er juin 2004      | Avec Kirari Koizumi                  |
| Mons Veneris Awakening 恥丘覚醒                                                                                   | Moodyz Killer MDED-233 | [Jo]Style         | 15 juin 2004       |                                      |
| Ann is the Next Door Young Wife 杏は隣の若奥様                                                                    | Moodyz Killer MDED-249 | Hitoshi Mochinaga | 15 juillet 2004    |                                      |
| Continued Violated An Nanba, An Innocent Nurse - Disgrace of the Gown 続・犯された南波杏 清純派ナース・白衣の汚辱 | Moodyz Killer MDED-257 | Yutaka Akiyama    | 1er août 2004      |                                      |
| Dirty-speaking Lewd Lady - Provocative, Mischievous, Foul-mouthed Princess 淫語痴女 挑発上手いたずら淫語姫        | Moodyz Killer MDED-265 | Hitoshi Mochinaga | 15 août 2004       |                                      |
| Glory of Immoral Anal 背徳アナルの栄え                                                                            | Moodyz Killer MDED-273 | Hitoshi Mochinaga | 1er septembre 2004 |                                      |
| Black Men, Nymphos and Group Sex 黒人と痴女と乱交                                                                 | Moodyz Killer MDED-280 |                   | 15 septembre 2004  | Interacial Avec Kokoro Amano         |
| An Nanba's Illusion Hospital 南波杏の妄想ホスピタル                                                               | Moodyz Killer MDED-288 | Akira Shibahara   | 1er octobre 2004   |                                      |
| Disposable Masochist Slave 12 使い捨てM奴隷12                                                                     | Moodyz Killer MDED-293 | Rinya             | 15 octobre 2004    |                                      |
| Black Man Sex, Digital Mosaic 黒人中出し、デジタルモザイク                                                        | Moodyz Killer MDED-309 |                   | 15 novembre 2004   | Interracial                          |
| Study into Separate Parts of An Nanba 南波杏の解体新書                                                            | Moodyz Killer MDED-316 | K.C.Takeda        | 1er décembre 2004  |                                      |
| My Only An Nanba 2 僕だけの南波杏 2 杏ちゃんに甘えてほしいっ！                                                    | Moodyz Killer MDED-326 | Hiroa             | 15 décembre 2004   |                                      |
| Perverted Top Executive's Harem of Disgrace 変態大統領の凌辱ハーレム                                              | Moodyz Killer MDED-327 | Flagman           | 15 décembre 2004   | Avec Riko Tachibana & Izumi Hasegawa |

- Les codes sont donnés pour les vidéos gravées sur un DVD. Toutes les productions de Moodyz au cours de l'année 2004 ont également été diffusées au format VHS sous le même numéro excepté le « D » final.

### 2005
| Titre du film                                                                            | Producteur & Code      | Réalisateur            | Parution           | Notes                                    |
| ---------------------------------------------------------------------------------------- | ---------------------- | ---------------------- | ------------------ | ---------------------------------------- |
| Sperm Viking 男汁バイキング                                                              | Moodyz Killer MDED-334 | Tatsuya Aoki           | 1er janvier 2005   |                                          |
| Young Mother An Nanba Pictorial 年下のお母さん/南波杏画報                                | Moodyz Killer MDED-341 | Goro Tameike           | 15 janvier 2005    |                                          |
| Indecent Classroom Teacher An ハレンチ教室杏先生                                         | Moodyz Killer MDED-347 | Kyouichi Utagawa       | 1er février 2005   |                                          |
| My Company's Office Lady Licks So Much ボクの会社の舐めまくりOL                          | Moodyz Killer MDED-354 | Izumi Fujisawa         | 15 février 2005    |                                          |
| The Master of Mine 僕のご主人様                                                          | Moodyz Killer MDED-360 | Flagman                | 1er mars 2005      |                                          |
| Special Service Delivery ご奉仕デリバリー                                                | Moodyz Killer MDED-367 | K.C.Takeda             | 15 mars 2005       |                                          |
| An is My Bride 杏はボクのお嫁さん                                                        | Moodyz Killer MDED-375 | Hitoshi Mochinaga      | 1er avril 2005     |                                          |
| Inside a Treasure 蔵の中                                                                 | Moodyz Killer MDED-383 | TOHJIRO                | 15 avril 2005      | Partage la vedette avec Kurumi Morishita |
| Slutty Lewd Flight (Chijyo in Flight) 痴女淫フライト！！                                 | Moodyz Killer MDED-388 | Tadanori Usami         | 1er mai 2005       |                                          |
| Beautiful Lady & Ugly Man 2 美女とブ男2                                                  | Moodyz Killer MDED-395 | KENICHI3rd             | 13 mai 2005        |                                          |
| Hyper-Digital Mosaic ハイパーデジタルモザイク                                            | Moodyz Killer MDED-399 | Tadanori Usami         | 1er juin 2005      |                                          |
| My Only An Nanba 3 僕だけの南波杏3                                                       | Moodyz Killer MDED-410 | Hiroa                  | 13 juin 2005       |                                          |
| Deep Kiss Lascivious Lady Hermaphrodite Locked-Up Room 接吻、痴女、ふたなり、密室 南波杏 | Moodyz Killer MDED-419 | Tenun / Hitoshi Nimura | 1er juillet 2005   | Avec Moe Kimishima & Chihiro Hasegawa    |
| An Nanba as Super High-Class Soap Lady V.I.P 南波杏の最高級ソープ嬢V.I.P.}               | Moodyz Killer MDED-428 | K.C.Takeda             | 13 juillet 2005    |                                          |
| Tender Sex Just for Me - One and Only ボクだけに優しいセックス ONE&ONLY                  | Moodyz Killer MDED-433 | Ishibashi Wataru       | 1er août 2005      |                                          |
| Decency Distant Siblings 義理の兄妹                                                      | Moodyz Killer MDED-440 | Minami Nagasaki        | 13 août 2005       |                                          |
| For the Best Onanie 最高のオナニーのために                                               | Moodyz Diva MIDD-004   | Bunchou Yoshino        | 1er septembre 2005 |                                          |
| Together with Older Sister おねえちゃんといっしょ。                                      | Moodyz ISM MIDD-008    | Kingdom                | 13 septembre 2005  |                                          |
| Double Cast Wキャスト                                                                    | Moodyz Real MIRD-002   | Midori Kohaku          | 13 octobre 2005    | Partage la vedette avec MEW              |
| Asshole Gacchin - Anal Nakadashi Lady ケツガッチン アナル中出し淑女                      | Opera OPRD-001         | Kaoru Toyoda           | 25 octobre 2005    |                                          |
| Digital Erotic Book デジタルエロ本                                                       | Cross CRPD-006         | Matsushima Cross       | 19 novembre 2005   |                                          |
| Super Zoom Up Erotic Parts DX 超アップの世界DX                                           | Moodyz Diva MIDD-047   | Sabbath Horinaka       | 30 novembre 2005   |                                          |
| Closed Room Deep Throat 密室イラマチオ                                                   | Moodyz Acid MIAD-051   | Sato Cazzo             | 1er décembre 2005  |                                          |
| First Lotion Experience 2 超絶ローション ヌルベッチョ！ 2                                | Opera OPRD-012         | Masaya Ito             | 25 décembre 2005   |                                          |

- Les codes sont donnés pour les vidéos gravées sur un DVD. Toutes les productions de Moodyz au cours de l'année 2005 ont également été diffusées au format VHS sous le même numéro excepté le « D » final.

### 2006
| Titre du film                                                                           | Producteur & Code          | Réalisateur       | Parution           | Notes                                                                 |
| --------------------------------------------------------------------------------------- | -------------------------- | ----------------- | ------------------ | --------------------------------------------------------------------- |
| Love Ann Limited 2                                                                      | Moodyz Best MIBD-025       |                   | 1er janvier 2006   | Compilation à partir de 10 titres de Moodyz déjà parus antérieurement |
| Costume Play 20 コスプレ20                                                              | Moodyz Diva MIDD-084       | Iggy Coen         | 13 janvier 2006    |                                                                       |
| Digital Mosaic Aqua Sex デジタルモザイクアクアSEX                                       | Cross CRPD-020             | Innjean Koga      | 19 janvier 2006    | Rapports sexuels en plongée sous l'eau                                |
| Educational Institution of Lewd Manners 2, Gynecology of Cruelty 淫習の学園2 暴虐の系譜 | Attackers Shark SHKD-253   | Kenzo Nagira      | 7 février 2006     | Avec Yuka Akiyama                                                     |
| The Fresh Sex 甘酸っぱいセックス                                                        | Moodyz ISM MIID-091        | Jiro Kaneko       | 13 février 2006    |                                                                       |
| Adult Baby Farm Return 帰ってきた大人の保育園                                           | Moodyz ISM MIID-110        | Kingdom           | 13 mars 2006       |                                                                       |
| Intense Erotic Angel 激エロ天使                                                         | Opera OPRD-025             | Tetsuya Muraoka   | 25 mars 2006       |                                                                       |
| Love Ann Limited 3                                                                      | Moodyz Best MIBD-048       |                   | 1er avril 2006     | Compilation à partir de 10 titres de Moodyz déjà parus antérieurement |
| Gap Fuck ギャップFUCK                                                                   | Moodyz Diva MIDD-134       | Kazuyuki Watanabe | 13 avril 2006      |                                                                       |
| Thick Fuck 極太FUCK                                                                     | Moodyz Diva MIDD-146       | Kikurin           | 13 mai 2006        |                                                                       |
| Dream Double Play Life 夢の二股生活                                                     | Moodyz ISM MIID-167        | Kingdom           | 13 juin 2006       | Partage la vedette avec Chinatsu Abe                                  |
| Love Ann Limited 4                                                                      | Moodyz Best MIBD-070       |                   | 1er juillet 2006   | Compilation à partir de 10 titres de Moodyz déjà parus antérieurement |
| R-An, R=Restricted Specification Reggae Sex 非尋常 R－杏                                | Moodyz Lover Soul LOVD-028 | NanQ              | 13 juillet 2006    |                                                                       |
| Public Gang Rape 公然輪姦                                                               | Moodyz ISM MMIID-196       | FLAGMAN           | 13 août 2006       |                                                                       |
| Ultra Digimo de An Nanba Perfect Capture ウルトラデジモde南波杏を完全攻略               | Cross CRPD-097             | Zack Arai         | 19 août 2006       |                                                                       |
| Endless Nakadashi Special 無限中出しSpecial                                             | Moodyz Acid MMIAD-177      | Hiroa             | 1er septembre 2006 |                                                                       |
| Humiliated Lesbian Love 屈辱の同性愛                                                    | Cross CRPD-104             | Dragon Nishikawa  | 19 septembre 2006  | Avec Eve Himuro                                                       |
| The Molester Crime 5 Scenes 痴漢犯罪5現場                                               | Moodyz Acid MIAD-195       | [Jo]Style         | 1er octobre 2006   |                                                                       |
| Ten Uniform Costume Play 10種類の職業制服コスプレ痴女                                   | Cross CRPD-118             | Dragon Nishikawa  | 19 octobre 2006    |                                                                       |
| Excitement Piston 14.879 Times 激ピストン14.879回                                       | Moodyz Diva MIDD-220       | Sad Vicious       | 1er novembre 2006  |                                                                       |
| Torture Club 拷問くらぶ                                                                 | Moodyz Acid MIAD-238       | Kenji Hayami      | 13 décembre 2006   |                                                                       |

### 2007
| Titre du film                                                                           | Producteur & Code         | Réalisateur        | Parution          | Notes             |
| --------------------------------------------------------------------------------------- | ------------------------- | ------------------ | ----------------- | ----------------- |
| Obscene Widow 淫靡な未亡人}                                                             | Moodyz Acid MIAD-246      | Take4              | 1er janvier 2007  |                   |
| Rape Demon, Beautiful Lady Ass Target 2 強姦魔・美女穴ねらい2                           | Opera OPUD-014            | Asao Takai         | 25 janvier 2007   |                   |
| Ultimate 3P x 4 Fucks 究極3P×4本番                                                      | Moodyz Diva MIDD-259      | Hiroa              | 1er février 2007  |                   |
| Lady Panther 5 女豹5                                                                    | Attackers SSPD-033        | Yuji Sakamoto      | 27 février 2007   | Avec Emi Kitagawa |
| Convulsive Drug Vibrator Incontinence Fuck! 痙攣ドラッグ電マ失禁FUCK！                  | Moodyz Acid MIAD-280      | [Jo]Style          | 13 mars 2007      |                   |
| Premium Beauty プレミアム・ビューティー                                                 | Premium Glamorous PGD-083 | Tadanori Usami     | 7 avril 2007      | Avec Nene         |
| The Shiofuki Club 潮吹き倶楽部                                                          | Moodyz Acid MIAD-288      | Mohikaru           | 13 avril 2007     | Shiofuki          |
| Return of the Shameless Teacher An 帰ってきたハレンチ杏先生                             | Moodyz Diva MIDD-277      | Hitoshi Mochinaga  | 13 mai 2007       |                   |
| Masochistic Male Ecstasy Climax 31 Cum-Shots!! M男イカセ絶頂31発！！                    | Moodyz Diva MIDD-296      | Yui Koike          | 13 juillet 2007   |                   |
| Fuck With 7 Black Men 黒人7本番                                                         | Moodyz Gati MIGD-055      | Hiroa              | 13 septembre 2007 | Inter racial      |
| An Nanba Cums! Bako Bako Hot Spring Bus Tour 南波杏がイクッ！バコバコ温泉バスツアー！！ | Moodyz Acid MIAD-323      | Katsuyuki Hasegawa | 13 octobre 2007   |                   |

### 2008
| Titre du film | Producteur & Code           | Réalisateur      | Parution         | Notes |
| --- | --------------------------- | ---------------- | ---------------- | --- |
| Radical! Non-Stop Live Endless Fucker 過激!!ノンストップLIVE-エンドレスファッカー                                                 | Animalijo ANJD-015          |                  | 1er février 2008 | Vidéo faisant partie du Projet-Ann avant qu'Ann Namba ne se retire                                                 |
| Digital Channel DC46 | IdeaPocket Supreme SUPD-046 | Alala Kurosawa   | 1er février 2007 | Vidéo faisant partie du Projet-Ann avant qu'Ann Namba ne se retire                                                 |
| Raped In Husband's Presence 夫の目の前で犯されて                                                                                  | Attackers Shark SHKD-321    | Kenzo Nagira     | 7 février 2007   | Vidéo faisant partie du Projet-Ann avant qu'Ann Namba ne se retire                                                 |
| Harem of Amazones ハーレム・オブ・アマゾネス                                                                                      | Premium Glamorous PGD-159   | Zack Arai        | 7 février 2007   | Vidéo faisant partie du Projet-Ann avant qu'Ann Namba ne se retire Avec Honoka & Karen Kisarag                     |
| Shiofuki Eruption Lesbians 顔射ぶっかけゴックン潮吹き大噴出レズビアン ()                                                          | Cross CRPD-216              | Dragon Nishikawa | 19 février 2007  | Vidéo faisant partie du Projet-Ann avant qu'Ann Namba ne se retire Avec Hotaru Akane & Momo Nakamura               |
| Retirement x Hyper Risky Mosaic 引退×ハイパー×ギリギリモザイクハイパーギリギリモザイク                                            | S1 ONED-930                 | Hideto Aki       | 19 février 2007  | Vidéo faisant partie du Projet-Ann avant qu'Ann Namba ne se retire                                                 |
| First and Last Time An Nanba & Triple She-Male Gangbang Opera Special 最初で最後の南波杏＆トリプルシーメール大乱交OPERAスペシャル | Opera OPUD-037              | Masaya Ito       | 25 février 2007  | Vidéo faisant partie du Projet-Ann avant qu'Ann Namba ne se retire Avec Miki Mizuasa, Maria Tominaga & Miruku Aima |
| My Eternal Girlfriend, An Nanba 永遠に僕だけの南波杏                                                                              | Moodyz Diva MIDD-362        | Hiroa            | 1er mars 2007    | Vidéo faisant partie du Projet-Ann avant qu'Ann Namba ne se retire                                                 |